# Ducato di Tuscia

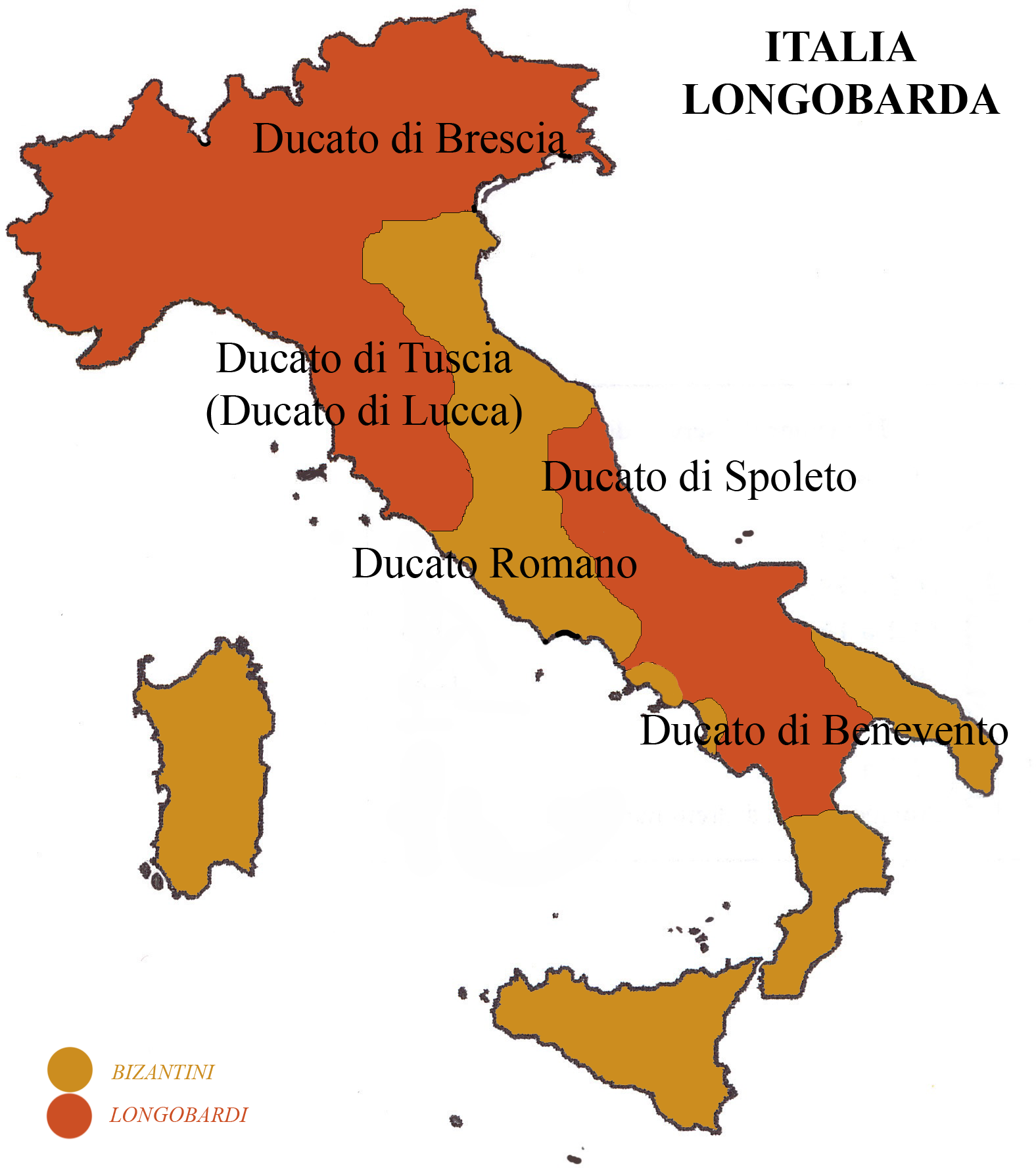
Situazione dell'Italia in epoca longobarda. Sono indicati alcuni dei ducati del periodo.

Il Ducato di Tuscia, inizialmente noto come Ducato di Lucca, fu un ducato longobardo dell'Italia centrale, che comprendeva gran parte dell'odierna Toscana e della provincia di Viterbo. Dopo l'occupazione dei territori appartenuti ai Bizantini, i Longobardi fondarono questo florido ducato che, tra gli altri centri, annoverava anche Firenze. Capitale del ducato era Lucca, che era posta lungo la Via Francigena, dove risiedeva il duca, indicato nei documenti dux et iudex. Il ducato, costituito nel 574 in seguito all'occupazione longobarda della Tuscia, conobbe poi un'evoluzione storica nel periodo post-carolingio, con la formazione della Marca di Tuscia.

## Territorio
Al momento della sua costituzione confinava ad ovest col mar Tirreno e per il resto con i territori bizantini dell'Esarcato d'Italia. La Piana di Pisa cadrà in mano longobarda solamente mezzo secolo dopo..

## Storia

### L'occupazione longobarda della Tuscia (574-680)
Secondo la storiografia più recente, Lucca e Spoleto furono i primi ducati longobardi formatisi dopo la morte di re Alboino, durante il periodo dell'anarchia ducale (574 circa), nella parte centrale della Tuscia. I ducati furono costituiti da schiere longobarde sfuggite al controllo regale. Il Ducato di Lucca venne a presidiare il percorso finale della Via Aurelia che, all'altezza di Pisa, deviava verso Lucca e - attraversando la Garfagnana e la Lunigiana percorse dall'attuale "Scorciatoia Sarzanese" - raggiungeva Luni (Ortonovo).
Fin dall'inizio il ducato dovette affrontare il problema delle inondazioni dell'Auserculus (il fiume Serchio) che circondava Lucca. La tradizione attribuisce la bonifica del territorio a san Frediano, vescovo di Lucca, che con l'apertura di una nuova bocca fece gettare il Serchio direttamente in mare.
Sul finire del VI secolo riprese incessante la penetrazione longobarda della Tuscia, con la conquista di vari castra, fortificazioni bizantine approntate per contenere l'occupazione longobarda. La cronologia delle numerose scorrerie longobarde viene così descritta: avanti il 590 cadde la Garfagnana, occupata dalle milizie di Teodolinda che trasformarono il Castrum Aghinolfi in fortezza longobarda. Dopo il 591 il duca di Lucca Gummarith irruppe nell'abitato di Populonia occupando il castrum di Poggio di Castello e provocando la fuga dei residenti, rifugiatisi nell'isola d'Elba con il proprio vescovo, san Cerbone. Verso la fine del 592, sebbene contese dai Bizantini, divennero longobarde Sovana e Roselle.
Nel 593 re Agilulfo, addentrandosi nei passi dell'Appennino centrale, con il proprio esercito giunse al confine del Ducato Romano, occupando Balneus Regis (Bagnoregio) e Urbs Vetus (Orvieto). Nel 644 re Rotari conquistò Luni, estremo castrum settentrionale della Tuscia. L'ultima impresa di Rotari segnò la fine dell'espansione longobarda nella Tuscia Langobardorum, confinante a sud con la Tuscia Romana di proprietà bizantina, ma dominata dalla crescente autorità pontificia. I confini tra i due territori, negoziati nel trattato di pace del 680 tra re Pertarito e l'imperatore d'Oriente Costantino IV, rimasero definitivamente stabili.

### Il Ducato di Tuscia nel Regno longobardo (680-774)
Nell'ultimo periodo dell'occupazione longobarda, Lucca riuscì a primeggiare su quasi tutte le iudicarie limitrofe. Per lungo tempo capitale della Tuscia, fu sede abituale dei re longobardi, città privilegiata per la sua storia passata, per le comunicazioni stradali rese ancor più convenienti dall'apertura della Via Romea, poi Francigena. Dopo la conversione dei Longobardi al cattolicesimo, il territorio della diocesi ed il suo patrimonio ecclesiastico si incrementarono notevolmente: il territorio meridionale di Luni, tra Massa e Montignoso, si trovò incluso nella diocesi di Lucca. Nel 713 i Longobardi, con il vescovo Balsari, edificarono la chiesa di San Miniato. Sul finire dell'occupazione longobarda la diocesi, coincidente con la iudicaria retta dal duca, comprese i territori della Val d'Elsa e della Maremma toscana, con Roselle e Sovana. Anche le condizioni economiche del ducato progredirono notevolmente sia nell'agricoltura che nel commercio, soprattutto in quello marittimo e fluviale. I Negotiantes, imprenditori navali, effettuavano il trasporto di grano e sale per conto del duca Walperto.
Nell'ultimo periodo della dominazione longobarda il re Astolfo, in vista di un prossimo scontro con i Franchi, inviò Desiderio nella Tuscia Langobardorum con l'incarico di effettuare un vasto reclutamento militare. Durante la sua permanenza in Tuscia alcuni autori attribuiscono a Desiderio il titolo di "Duca di Tuscia"; altri, invece, rigettano tale ipotesi rilevando in proposito l'assoluta mancanza di prove certe, poiché l'unica fonte disponibile - il Liber pontificalis - descrive Desiderio «directu [...] in Tuscia» con il solo compito di procedere al reclutamento militare richiesto da Astolfo. Conferma di tale tesi può essere anche la nota avversione di Astolfo al potere ducale, già manifestata a Spoleto con l'assunzione in proprio di quel ducato.
In quel periodo, anche nella Tuscia dove stava operando Desiderio, la zecca lucchese emise tremissi (monete longobarde) non con l'iscrizione «DUX», ma con «AISTULFU-RE» nel recto e «LUCA FLAVIA» nel verso, secondo la denominazione assunta da Lucca fin dai tempi di Autari, autodefinitosi Flavius in ossequio alla tradizione romana.

### La Tuscia dopo la fine del Regno longobardo
Nel 774, in seguito alla conquista del Regno longobardo, Carlo Magno assunse il titolo di Gratia Dei rex Francorum et Langobardorum atque patricius Romanorum ("Per grazia di Dio re dei Franchi e dei Longobardi e patrizio Romano"), realizzando un'unione personale dei due regni. Carlo scelse di mantenere le Leges Langobardorum anche se in seguito alla rivolta del 776, capeggiata dal duca del Friuli Rotgaudo, sostituì con i conti, dei funzionari pubblici, i duchi longobardi e ridistribuì i patrimoni di questi ultimi tra gli aristocratici franchi. Pertanto, anche il Ducato di Tuscia venne riorganizzato su base comitale e nel 781 venne inquadrato assieme agli altri territori ex-longobardi nel Regnum Italicorum, affidato a Pipino sotto la tutela del padre Carlo. In seguito i governatori di Toscana ricevettero il titolo di margravi.

### Fonti primarie
- Liber pontificalis, in  Louis Duchesne, Le Liber pontificalis. Texte, introduction et commentaire, Parigi, 1886–1892.
- Paolo Diacono, Historia Langobardorum (Storia dei Longobardi, cura e commento di Lidia Capo, Milano, Lorenzo Valla/Mondadori, 1992).

### Letteratura storiografica
- Ottorino Bertolini, Roma di fronte a Bisanzio ed ai Longobardi, Bologna, Cappelli, 1941.
- Pier Maria Conti, La Tuscia e i suoi ordinamenti territoriali, Atti del V congresso internazionale di studi sull'Alto Medioevo, Spoleto, 1973,  pp. 61-116.
- Augusto Mancini, Storia di Lucca, Lucca, Pacini Fazzi, 1949.
- Federico Valacchi, Siena, collana Piccola biblioteca di base. Le città d'Italia, Milano, Fenice, 2000, ISBN 8880170082.
- Luciano Cini e Emiliano Baggiani, La Toscana: un lembo di Germania nella penisola italica, Livorno, Quadrifoglio, 2012.